# Joseph Connolly (homme politique)
Joseph Connolly (19 janvier 1885-18 janvier 1961) est un homme politique irlandais du Fianna Fáil.

## Jeunesse
Il est né au 41 Alexander Street, à l'ouest de Belfast en 1885, parallèlement à Falls Road et est le fils d'un boulanger, John Connolly, et de Margaret McNeill. Il fait ses études à la Milford Street School et au St Malachy's College. Joseph Connolly est un ardent nationaliste et devient membre de la Ligue gaélique et de l'Association athlétique gaélique. À la suite d'un conflit de personnalité avec son père, il décide de ne pas rejoindre l'entreprise familiale et devient apprenti ingénieur chez Coombe, Barbour & Coombe Ltd. Après plusieurs mois, il donne son congé et obtient un nouveau poste dans le secteur du commerce de l'ameublement chez Maguire & Edwards Ltd. Il crée par la suite sa propre entreprise de meubles dans la ville.

## Vie politique
Connolly est cofondateur du premier Freedom Club à propager le message du Sinn Féin en 1911. Il est l'un des dirigeants des Volontaires irlandais à Belfast entre 1914 et 1916. Le 31 janvier 1916, il épouse sa fiancée, Róisín McGavock, qui a obtenu un diplôme en arts à l'université Queen's de Belfast, et ils s'installent ensemble à Divis Drive, près de Falls Park. Ils ont huit enfants ensemble. Il est à Dublin pour Pâques 1916 et Eoin Mac Néill l'envoie remettre son contre-ordre à Drogheda, Belfast et dans d'autres zones prévues de mobilisation des volontaires. Après que l'insurrection de Pâques ait eu lieu à Dublin, Connolly est arrêté à Belfast et interné à la prison de Knutsford et à la prison de Reading.
Après sa libération, il contribue à la réorganisation du Sinn Féin à Belfast. Il est choisi comme candidat du parti aux élections générales de 1918 pour Mid Antrim mais échoue. Il siège à la Commission d'enquête sur les ressources et les industries de l'Irlande qui a été créée par le Premier Dáil en 1919. D'octobre 1921 à novembre 1922, il est consul général de la république d'Irlande aux États-Unis à New York. Il cède à cette époque son entreprise à Belfast. L'un de ses principaux rôles est de lutter contre la propagande britannique défavorable au Sinn Féin et à l'IRA. Lorsque le traité anglo-irlandais est signé, il est très prudent dans la formation immédiate d'une opinion publique à ce sujet, mais il est inquiet à l'idée de scissions au sein de l'organisation dans son ensemble. Après les élections générales de 1922 et l'arrivée du professeur Timothy Smiddy comme ambassadeur accrédité à Washington, il est informé qu'il n'a plus aucune légitimité aux yeux du gouvernement américain et il retourne donc en Irlande. Sa famille déménage à Dublin et s'installe à Harold's Cross, sans jamais revenir à Belfast. La guerre civile irlandaise a alors commencé et il présente officiellement sa démission au gouvernement de l'État libre.
En février 1923, il rejoint la Banque nationale foncière pendant quelques mois et se laisse convaincre d'aider le Sinn Féin lors des élections générales de 1923. Pour des raisons économiques, il se retire de la politique et crée une entreprise à New York et y passe quelques mois chaque année, qu'il exploite de 1923 à 1929. Il est cependant conscient des développements politiques en Irlande et rejoint le Fianna Fáil en 1926. En 1928, Connolly est élu membre du Seanad de l'État libre pour neuf ans et sert jusqu'à l'abolition du Seanad en 1936. Il est le chef de la délégation du Fianna Fáil et le chef de l'opposition. Après les élections générales de 1932, Éamon de Valera le nomme ministre des Postes et Télégraphes dans son gouvernement et il devient la première personne à être ministre sans être membre du Dáil Éireann.
En tant que ministre, il accompagne de Valera à Genève et à la Société des Nations où il assiste à de nombreuses sessions. C'est à cette époque que de Valera exprime ses inquiétudes pour l'avenir de la Ligue. Après les élections générales de 1933, il est nommé ministre des Terres et de la Pêche et envoyé en mission spéciale par de Valera aux États-Unis pour rembourser les obligations républicaines achetées aux États-Unis pendant la guerre d'indépendance irlandaise. Il représente le gouvernement et prend la parole à la Conférence économique mondiale à Londres cette année-là, mais la conférence n'est pas un succès en partie parce que la guerre économique fait rage entre l'Irlande et le Royaume-Uni. Sa principale responsabilité est de superviser le travail de la Commission foncière dont le but est de redistribuer les terres aux locataires. En 1934, son poste est rebaptisé Ministre des Terres, la responsabilité de la pêche étant transférée au ministère de l'Agriculture, en échange de la responsabilité de la foresterie, et il supervise l'augmentation des plantations dans tout l'État. Il cesse d'être ministre avec la suppression du Seanad.
De 1936 à 1950, il est président de l'Office des travaux publics (OPW), se concentrant initialement sur le drainage artériel. En septembre 1939, il est nommé contrôleur de la censure par de Valera. Il occupe ce poste pendant deux ans jusqu'en septembre 1941, sous la direction de son ancien collègue du Cabinet, Frank Aiken. Il est basé à Upper Yard, au château de Dublin et fait avec le temps l'objet de critiques de la part des personnalités de l'opposition et de la presse comme manquant de l'objectivité, de la discrétion, du tact et du jugement nécessaires pour un tel poste. Des critiques similaires sont également adressées à Aiken. Connolly plaide en faveur d'une censure stricte pour empêcher tout commentaire favorisant les forces britanniques ou allemandes. Ce pouvoir s'étend à la presse et à la couverture des discours du Dáil. Connolly est très zélé dans son travail et sa principale opposition vient du journal The Irish Times et de son rédacteur en chef, RM Smyllie, et du député Fine Gael, James Dillon, qui considèrent tous deux Connolly comme un anglophobe.
Il reprend son travail à l'OPW en 1941 et prend sa retraite de la fonction publique le 19 janvier 1950, alors qu'il a soixante-cinq ans. Il écrit un certain nombre de pièces de théâtre, dont The Mine Land et Master of the House. Connolly est également directeur du journal The Irish Press pendant un certain temps. Il meurt en 1961, la veille de son soixante-seizième anniversaire.